# Дальнее (Сакский район)
Да́льнее (до 1948 года Салтаба́; укр. Дальнє, крымскотат. Saltaba, Салтаба) — исчезнувшее село в Сакском районе Республики Крым (согласно административно-территориальному делению Украины — Автономной Республики Крым), располагавшееся на севере района, в степной части Крыма, примерно в 2,5 километрах юго-западнее современного села Луговое.

### Динамика численности населения
| - 1806 год — 80 чел. - 1864 год — 98 чел. - 1889 год — 150 чел. - 1892 год — 76 чел. | - 1900 год — 87 чел. - 1915 год — 108/108 чел. - 1926 год — 269 чел. - 1939 год — 207 чел. |

## История
Первое документальное упоминание села встречается в Камеральном Описании Крыма… 1784 года, судя по которому, в последний период Крымского ханства Садтаба входил в Каракуртский кадылык Бахчисарайского каймаканства. После присоединения Крыма к России (8) 19 апреля 1783 года, (8) 19 февраля 1784 года, именным указом Екатерины II сенату, на территории бывшего Крымского Ханства была образована Таврическая область и деревня была приписана к Евпаторийскому уезду. После Павловских реформ, с 1796 по 1802 год, входила в Акмечетский уезд Новороссийской губернии. По новому административному делению, после создания 8 (20) октября 1802 года Таврической губернии, Салтаба была включена в состав Урчукской волости Евпаторийского уезда.
По Ведомости о волостях и селениях, в Евпаторийском уезде с показанием числа дворов и душ… от 19 апреля 1806 года в деревне Салтаба числилось 12 дворов и 80 жителей, исключительно крымских татар. На военно-топографической карте генерал-майора Мухина 1817 года деревня Салтоба обозначена с 12 дворами. После реформы волостного деления 1829 года Салтаба, согласно «Ведомости о казённых волостях Таврической губернии 1829 года» осталась в составе Урчукской волости. Затем, видимо, вследствие эмиграции крымских татар в Турцию, деревня заметно опустела и на карте 1836 года в деревне 8 дворов, а на карте 1842 года Салтаба обозначена условным знаком «малая деревня», то есть, менее 5 дворов.
В 1860-х годах, после земской реформы Александра II, деревню приписали к Абузларской волости. В «Списке населённых мест Таврической губернии по сведениям 1864 года», составленном по результатам VIII ревизии 1864 года, Салтаба — владельческая татарская деревня, с 12 дворами, 98 жителями и мечетью при колодцах. По обследованиям профессора А. Н. Козловского 1867 года, вода в колодцах деревни была пресная, а их глубина достигала 21—26 саженей (44—54 м). На трехверстовой карте Шуберта 1865—1876 года в деревне Салтаба обозначено 20 дворов. По «Памятной книге Таврической губернии 1889 года», по результатам Х ревизии 1887 года, в деревне Солтаба числилось 32 двора и 150 жителей. Согласно «…Памятной книжке Таврической губернии на 1892 год», в деревне Солтаба, входившей в Асан-Аджинский участок, числилось уже 76 жителей в 10 домохозяйствах.
Земская реформа 1890-х годов в Евпаторийском уезде прошла после 1892 года, в результате Салтабу приписали к Кокейской волости.
По «…Памятной книжке Таврической губернии на 1900 год» в деревне числилось 87 жителей в 30 дворах. По Статистическому справочнику Таврической губернии. Ч.II-я. Статистический очерк, выпуск пятый Евпаторийский уезд, 1915 год, в деревне Салтаба Кокейской волости Евпаторийского уезда числилось 48 дворов (15 дворов с землёй, 33 — безземельные) с татарским населением в количестве 108 человек приписных жителей и 108 — «посторонних», из которых 160 мужчин и 109 женщин. Жители владели 1400 десятинами удобной земли. В хозяйствах имелось 75 лошадей, 20 волов, 25 коров и 1000 голов мелкого скота. Также существовал одноимённый хутор (иначе — Бузул-Чокрак Османа Аджи) — 1 двор, 8 приписных и 12 «посторонних» жителей.
После установления в Крыму Советской власти, по постановлению Крымревкома от 8 января 1921 года № 206 «Об изменении административных границ» была упразднена волостная система и село вошло в состав Евпаторийского района Евпаторийского уезда, а в 1922 году уезды получили название округов. 11 октября 1923 года, согласно постановлению ВЦИК, в административное деление Крымской АССР были внесены изменения, в результате которых округа были отменены и произошло укрупнение районов — территорию округа включили в Евпаторийский район. Согласно Списку населённых пунктов Крымской АССР по Всесоюзной переписи 17 декабря 1926 года, в селе Салтаба, в составе упразднённого к 1940 году Кокейского сельсовета Евпаторийского района, числилось 64 двора, из них 58 крестьянских, население составляло 269 человек, все татары, действовала татарская школа. Постановлением президиума КрымЦИК от 26 января 1935 года «Об образовании новой административной территориальной сети Крымской АССР» был создан Сакский район село включили в его состав. По данным всесоюзной переписи населения 1939 года в селе проживало 207 человек.
В 1944 году, после освобождения Крыма от фашистов, согласно Постановлению Государственного комитета обороны № 5859 от 11 мая 1944 года, 18 мая крымские татары были депортированы в Среднюю Азию. 12 августа 1944 года было принято постановление № ГОКО-6372с «О переселении колхозников в районы Крыма», по которому в район из Курской и Тамбовской областей РСФСР в район переселялись 8100 колхозников, а в начале 1950-х годов последовала вторая волна переселенцев из различных областей Украины. С 25 июня 1946 года Салтаба в составе Крымской области РСФСР. Указом Президиума Верховного Совета РСФСР от 18 мая 1948 года, Салтабу переименовали в Дальнее. 26 апреля 1954 года Крымская область была передана из состава РСФСР в состав УССР. Время включения в состав Сизовского сельсовета пока не установлено: на 15 июня 1960 года посёлок Дальнее уже числился в его составе. Указом Президиума Верховного Совета УССР «Об укрупнении сельских районов Крымской области», от 30 декабря 1962 года село присоединили к Евпаторийскому району. 1 января 1965 года, указом Президиума ВС УССР «О внесении изменений в административное районирование УССР — по Крымской области», Евпаторийский район был упразднён и посёлок включили в состав Сакского (по другим данным — 11 февраля 1963 года). Дальнее ликвидировано решением Крымского облисполкома от 16 сентября 1986 года.